# Rhacophorus turpes
Rhacophorus turpes és una espècie de granota que viu a Myanmar.